# 클라우디아 헴펠
클라우디아 헴펠(독일어: Claudia Hempe, 1958년 9월 25일 ~ )은 전 동독의 수영 선수로 1976년 하계 올림픽에 출전했다.
1975년 칼리에서 열린 세계 수영 선수권 대회에서 400m 자유형 계주에서 우승을 하고, 몬트리올 올림픽에서 100m 자유형 7위와 200m 자유형 6위를 하였다. 그러고나서 400m 자유형 계주에서 은메달을 획득했다.